# Discohelicidae
De Discohelicidae zijn een familie van uitgestorven weekdieren uit de klasse van de Gastropoda (slakken).

## Taxonomie
De volgende geslachten zijn bij de familie ingedeeld:
- † Asterohelix Szabó, 1984
- † Costatohelix Gründel & Hostettler, 2014[2]
- † Discohelix Dunker, 1847